# Baumgartenjoch
Das Baumgartenjoch (1939 m ü. A.) bildet das östliche Ende eines Grates im Vorkarwendel in Tirol, welcher
sich vom Delpsjoch aus in ost-westlicher Richtung erstreckt. Obwohl das benachbarte Delpsjoch oft von der Tölzer Hütte aus besucht wird, ist das
Baumgartenjoch ein selten besuchter, nur weglos erreichbarer Gipfel.
Nördlich unterhalb der steil abfallenden Nordwände des Grates befindet sich der Delpssee, wogegen die Südseite weniger markante Steilgrashänge bildet.